# He 46 (航空機)

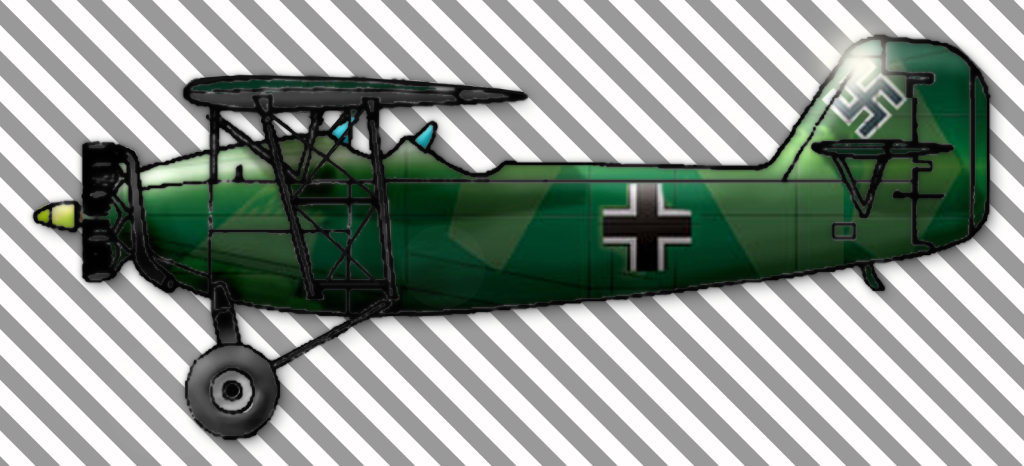
He 46

He 46 は、ドイツのハインケル社で製作され、第一次世界大戦と第二次世界大戦の間にドイツ空軍等で採用された単発の偵察機である。第二次世界大戦開戦直後まで第一線部隊で使用された。

## 概要
ドイツ航空運輸委員会の近距離偵察用の機体の開発依頼に基づいてハインケル社が開発した機体がHe 46で、試作第1号機は1931年末に初飛行した。He 46は、鋼管骨組に羽布張りの胴体の単発機で、高翼パラソル式の主翼は約10°の後退角がついていた。エンジンは、試作1号機ではブリストル・ジュピターを搭載した。テストの結果、エンジンを強化し主翼面積を22％増積した型がHe 46Cとして採用されることになった。
He46は1933年から生産を開始し1936年までに約500機生産された。飛行性能は概ね良好だったが、エンジンの振動がやや激しいことが欠点であった。ドイツ空軍では第二次世界大戦開戦時のポーランド侵攻やフランス戦まで使用された後、Hs 126と交代して第一線部隊から引退し、訓練用に使用された。その後、東部戦線において夜間侵入爆撃任務にも使用されたが、旧式過ぎたため1943年中に使用は中止された。
ドイツ以外では、ブルガリア、ハンガリーに輸出された。また、スペイン内戦においては20機を近接支援用に送り込んだが、振動に悩まされたため結局訓練用に使用された。

## スペック
- 全長： 9.50 m
- 全幅： 14.00 m
- 全高： 3.45 m
- 全備重量： 2,300 kg
- エンジン： ジーメンス SAM22B 650 hp × 1
- 最大速度： 260 km/h
- 上限高度： 6,000 m
- 航続距離： 1,000 km
- 武装
  - 7.92mm機銃 × 1
  - 爆弾 200 kg
- 乗員： 2名